# 10 الدب الأكبر
10 الدب الأكبر (بالإنجليزية: 10 Ursae Majoris)‏ هو نجم ثنائي يقع في كوكبة الوشق الواقعة في نصف الكرة السماوية الشمالي.

## روابط خارجية
- 10 الدب الأكبر على موقع ويكي سكاي: DSS2, SDSS, GALEX, IRAS, Hydrogen α, X-Ray, Astrophoto, Sky Map, Articles and images